# Plužná
Plužná település Csehországban, a Mladá Boleslav-i járásban. Plužná Čistá, Bělá pod Bezdězem, Bukovno és Katusice településekkel határos. Lakosainak száma 267 fő (2024. január 1.).

## Népesség
A település lakosságának változását az alábbi diagram mutatja:
| Lakosok száma | 297  | 260  | 313  | 215  | 185  | 237  | 238  | 229  | 257  | 267  |
|               | 1869 | 1900 | 1921 | 1961 | 1980 | 2011 | 2016 | 2019 | 2021 | 2024 |